# Surgencja
Surgencja - cecha osobowości wyróżniana m.in. w 16-czynnikowej koncepcji osobowości Raymonda Catella, i w niektórych pięcioczynnikowych modelach osobowości, które przyczyniły się do powstania modelu "Big Five". W pojęciu surgencji mieszczą się takie określenia jak: rozmowny, asertywny, energiczny. Termin ten ma zbliżone znaczenie do pojęcia ekstrawersji ujętej w modelu "Big Five".